# Arancón
Arancón là một thị trấn trong tỉnh Soria, thuộc vùng hành chính Castilla y León của nước Tây Ban Nha, có dân số là 106 người (thời điểm 2006). Thị trấn này nằm ở độ cao 1065 m trên mực nước biển, cách Soria 19 km. Diện tích là 77,61 km², dân số 105 người (điều tra của INE 2006), mật độ dân số 1,35 người/km². Mã số bưu chính là: 42180, dãy đầu diện thoại: 975

## Dân số

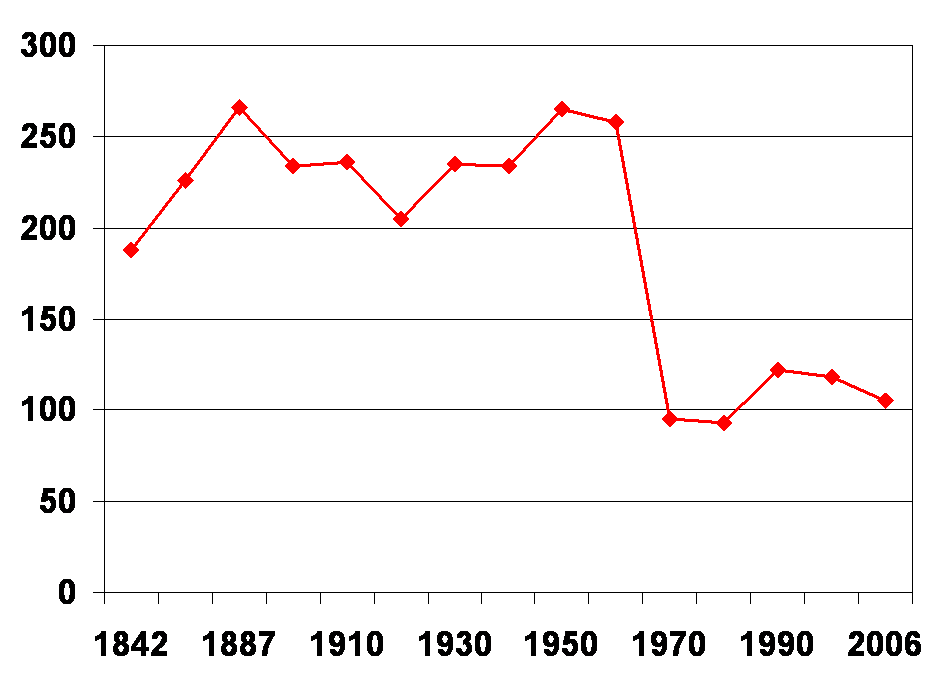
Biến động dân số Arancón

| 1842 | 1860 | 1887 | 1900 | 1910 | 1920 | 1930 | 1940 |  |
| ---- | ---- | ---- | ---- | ---- | ---- | ---- | ---- |  |
| 188  | 226  | 266  | 234  | 236  | 205  | 235  | 234  |  |
| 1950 | 1960 | 1970 | 1980 | 1990 | 1996 | 2001 | 2005 |  |
| 265  | 258  | 95   | 93   | 122  | 115  | 116  | 108  |  |